# El Salvador (Chile)
El Salvador – chilijskie miasto leżące w regionie Atacama.
Liczące 7000 mieszkańców górnicze miasto znajduje się około 2000 metrów n.p.m. w samym środku pustyni Atakama.
Miasto El Salvador jest siedzibą klubu piłkarskiego Cobresal.